# Johannes Hehn
Johannes Ferdinand Hehn (* 4. Januar 1873 in Burghausen bei Münnerstadt; † 9. Mai 1932 in Würzburg) war ein römisch-katholischer Geistlicher und Theologe sowie Rektor der Universität Würzburg.

## Leben
Johannes Hehn, Sohn aus einer Landwirtsfamilie, studierte Katholische Theologie an der Würzburger Universität. 1895 war er Mitbegründer der katholischen Studentenverbindung KDStV Gothia Würzburg. 1898 empfing er die Priesterweihe. 1899 wurde er in Würzburg zum Dr. theol. promoviert. Nach einem Studium der Semitischen Philologie, insbesondere der Assyriologie bei Friedrich Delitzsch, wurde er zum Dr. phil. promoviert. 1903 habilitierte er sich für Exegese des Alten Testaments.
Er lehrte seit 1903 als Privatdozent und erhielt 1907 einen Ruf auf den Lehrstuhl für alttestamentliche Exegese und biblisch-orientalische Sprachen an der Universität Würzburg und trat damit die Nachfolge von Anton von Scholz an. Er galt in den 1920er Jahren als „wohl der bedeutendste katholische Forscher“ seines Faches. 1925 lehnte er einen Ruf nach Breslau ab.
Hehn hatte mehrmals das Rektorat der Julius-Maximilians-Universität Würzburg inne (Wintersemester 1912/13; Sommersemester 1913 und 1915; 1928 bis 1929).

## Ehrungen
- Verdienstorden vom Heiligen Michael – Kreuz 4. Klasse mit der Krone

## Schriften
- Die Einsetzung des Hl. Abendmahls als Beweis für die Gottheit Christi, 1900 (Neuauflage Kessinger 2010, ISBN 1-161-28805-8)
- Hymnen und Gebete an Marduk nebst einer Einleitung uber die religionsgeschichtliche Bedeutung Marduks, August Fries 1903
- Sünde und Erlösung. Nach biblischer und babylonischer Anschauung, J. H. Hinrichs’sche Buchhandlung Leipzig 1903
- Siebenzahl und Sabbat bei den Babyloniern und im Alten Testament, 1907
- Wege zum Monotheismus, 1913
- Die biblische und die babylonische Gottesidee. Die israelitische Gottesauffassung im Lichte der altorientalischen Religionsgeschichte, 1913 (Neuauflage im Pacs Verlag 2013, ISBN 3-95635-018-9)
- Der Untergang des Alten Orients. Festrede zur Feier des 346jährigen Bestehens der Julius-Maximilians-Universität Würzburg, gehalten am 11. Mai 1928. Mit der Chronik der Universität für das Studienjahr 1927/28